# Gvozdačka reka
La Gvozdačka reka (en serbe cyrillique : Гвоздачка река) est une rivière de Serbie. Elle est un affluent droit de l'Ibar et fait partie du bassin versant de la mer Noire.
La Gvozdačka reka prend sa source au mont Gvozdac, un des pics des monts Čemerno, dans le sud-ouest de la Serbie centrale. Elle coule dans la municipalité de Kraljevo.